# David Walton (ekonomista)
David R. Walton (ur. 30 maja 1963, zm. 21 czerwca 2006) – brytyjski ekonomista, członek Komitetu Polityki Pieniężnej Banku Anglii.
Uzyskał bakalaureat z matematyki i ekonomii na Durham University oraz magisterium z ekonomii na Warwick University. Pracował w państwowych instytucjach resortu skarbu, w 1987 przeszedł do pracy w sektorze prywatnym. Był m.in. głównym ekonomistą ds. europejskich banku Goldman Sachs. Gościnnie wykładał na Oxfordzie. Przewodniczył stowarzyszeniu ekonomistów zajmujących się prywatnym sektorem (Society of Business Economists).
W lipcu 2005 został członkiem Komitetu Polityki Pieniężnej Banku Anglii (Bank of England's Monetary Policy Committee), odpowiednika polskiej Rady Polityki Pieniężnej. Zmarł niespełna rok później po krótkiej chorobie.